# Джейк Браун
Джейк Браун (28 березня 1992 , Ідайна, Міннесота ) — американський біатлоніст. Учасник чемпіонатів світу.

## Результати за кар'єру
Усі результати наведено за даними Міжнародного союзу біатлоністів.

### Чемпіонати світу
| Змагання                  | Інд. перегони | Спринт | Перегони пер. | Мас-старт | Естафета | Змішана ес. |
| 2019 Естерсунд            | 68            | 58     | 53            | -         | 19       | -           |
| 2020 Антгольц-Антерсельва | 46            | 68     | —             | —         | 8        | -           |
| 2021 Поклюка              | 22            | 12     | 25            | 29        | 15       | 12          |

### Кубки світу
- Найвище місце в загальному заліку: 47-ме 2021 року.
- Найвище місце в окремих перегонах: 12.

#### Підсумкові місця в Кубку світу за роками
| Сезон     | Інд. перегони | Інд. перегони | Спринт | Спринт | Перегони пер. | Перегони пер. | Мас-старт | Мас-старт | Заг. залік | Заг. залік |
| Сезон     | Бали          | Місце         | Бали   | Місце  | Бали          | Місце         | Бали      | Місце     | Бали       | Місце      |
| --------- | ------------- | ------------- | ------ | ------ | ------------- | ------------- | --------- | --------- | ---------- | ---------- |
| 2018-2019 | -             |               | 1      | 88     | -             |               |           |           | 1          | 100        |
| 2019-2020 | -             |               | -      |        | -             |               |           |           | -          |            |
| 2020-2021 | 19            | 44            | 67     | 36     | 19            | 57            | 4         | 48        | 109        | 47         |